# فرانك بورسل
فرانك بورسل (بالفرنسية: Franck Pourcel)‏ (14 أغسطس 1913 في مرسيليا - 12 نوفمبر 2000 في نويي سور سان) كان ملحناً وقائد أوركسترا فرنسي.
كان والده موسيقي في القوات البحرية في مرسيليا، بدأ تعليمه الموسيقى عندما كان يبلغ من العمر 6 سنوات. درس العزف على آلة الكمان في معهد الموسيقى بباريس وأيضاً آلة الدرمز لأنه كان يحب الجاز. قاد العديد من فرق الجاز. اشتغل عام 1931 كعازف كمان في مسرح فاريتي بمرسيليا. تزوج عام 1939 بأوديت ورزقا بطفلتيهما فرانسواز عام 1946. كان في ذلك الوقت مدير موسيقي لبعض المغنين من بينهم المغني والممثل الفرنسي إيف مونتاند، والمغنية الفرنسية لوسيان بوير الذي عمل معهما جولة فنية حول العالم. في عام 1952 هاجر إلى الولايات المتحدة وتحصل على البطاقة الخضراء، وبطاقة الاتحاد الموسيقي لأنه كان يريد الانضمام إلى أوركسترا بيغ باند. في عام 1953 اتصل به المنتج الفرنسي موريس تيزي وطلب منه العودة إلى فرنسا لتسجيل أول أسطوانة له وعنوانها «التانغو الأزرق» (Blue Tango) التي حصل من خلالها على أولى نجاحه في عالم الفن. في عام 1956 سجل أغنية «إلا أنت» التي حققت نجاحاً كبيرا، هذه الأسطوانة التي باع منها أكثر من 3 ملايين نسخة في الولايات المتحدة.
باع فرانك خلال حياته الموسيقية أكثر من 15 مليون أسطوانة. إلى جانب النوع الكلاسيكي الذي كان يطغى في أغلب ألحانه، كان أيضاً يمزج في معزوفاته أسلوب إيقاعات موسيقى البوب، وموسيقى الريف. أصدر ألبومات كاملة لفرق مشهورة مثل بيتلز، وآبا. عمل بين عامي 1956 و1972 كقائد أوركسترا لفرنسا في مسابقة يوروفيجن للأغاني. تحصل فرانك على الكثير من الجوائز من بينها:
- الجائزة الكبرى للأسطوانة الفرنيسة 1956.
- الجائزة الكبرى للأسطوانة في البرازيل 1957.
- الأسطوانة الذهبية في فنزويلا 1963.
- جائزة إديسون من أمستردام 1965.
- الأسطوانة الذهبية في كولومبيا 1968.
- الجائزة الكبرى للأسطوانة من أكاديمية شارل كروس في باريس 1969.
- السجل الذهبي في اليابان 1970.

في شهر نوفمبر عام 2000 توفي فرانك بورسل في نويي سور سان بضواحي باريس وهو في سن السابعة والثمانين متأثرا بمرض باركنسون.

## وصلات خارجية
- فرانك بورسل على موقع IMDb (الإنجليزية)
- فرانك بورسل على موقع ميوزك برينز (الإنجليزية)
- فرانك بورسل على موقع أول ميوزيك (الإنجليزية)
- فرانك بورسل على موقع ديسكوغز (الإنجليزية)
- فرانك بورسل على موقع قاعدة بيانات الفيلم (الإنجليزية)
- الموقع الرسمي (بالإنجليزية)
- حياة فرانك بورسل (بالفرنسية)